# Baie-d'Hudson
Pour les articles homonymes, voir Baie d'Hudson (homonymie).
Baie-d'Hudson est un territoire non organisé de l'administration régionale Kativik situé dans la région administrative du Nord-du-Québec, au Québec.

## Géographie

### Localités
- Aasiwaskwasich

## Histoire
Son nom a été officialisé le 13 mars 1986.

## Démographie
Le recensement de 2006 y dénombre 16 habitants.
| 2001 | 2006 | 2011 | 2016 |
| ---- | ---- | ---- | ---- |
| 0    | 16   | 0    | 0    |

| 2021 | - | - | - |
| ---- | - | - | - |
| 5    | - | - | - |